# Esquí de fons als Jocs Olímpics d'Hivern de 1928 - 18 quilòmetres
En els Jocs Olímpics d'Hivern de 1928 es realitzà una prova de 18 quilòmetres d'esquí de fons que, juntament amb la prova de 50 quilòmetres, formà part part del programa oficial d'esquí de fons als Jocs Olímpics d'hivern de 1928. Aquesta prova es disputà el 17 de febrer de 1928 a les instal·lacions d'esquí de fons de Sankt Moritz.

## Participants
Hi participaren un total de 49 esquiadors de fons de 15 comitès nacionals diferents:
| - Alemanya (4) - Àustria (1) - Canadà (2) - Estats Units (3) - Finlàndia (4) |  | - França (4) - Hongria (1) - Itàlia (3) - Iugoslàvia (3) - Japó (4) |  | - Noruega (4) - Polònia (3) - Suècia (4) - Suïssa (4) - Txecoslovàquia (4) |

## Medallistes
| Or                   | Plata       | Bronze          |
| Johan Grøttumsbråten | Ole Hegge\| | Reidar Ødegaard |

## Resultats
| Lloc | Esquiador            | Temps   |
| ---- | -------------------- | ------- |
| 1    | Johan Grøttumsbråten | 1'37:01 |
| 2    | Ole Hegge            | 1'39:01 |
| 3    | Reidar Ødegaard      | 1'40:11 |
| 4    | Veli Saarinen        | 1'40:57 |
| 5    | Hagbart Haakonsen    | 1'41:29 |
| 6    | Per-Erik Hedlund     | 1'41:51 |
| 7    | Lars Theodor Jonsson | 1'41:59 |
| 7    | Martti Lappalainen   | 1'41:59 |
| 9    | Sven Utterström      | 1'42:04 |
| 10   | Ville Mattila        | 1'44:37 |
| 11   | Franz Donth          | 1'47:14 |
| 12   | Vladimír Novák       | 1'47:53 |
| 13   | Einar Mässeli        | 1'47:55 |
| 14   | Ludwig Böck          | 1'48:56 |
| 15   | Walter Bussmann      | 1'49:46 |
| 16   | Otakar Německý       | 1'51:20 |
| 17   | Harald Paumgarten    | 1'51:20 |
| 18   | Józef Bujak          | 1'54:38 |
| 19   | Otto Wahl            | 1'55:00 |
| 20   | Hans Bauer           | 1'57:03 |
| 21   | Otto Furrer          | 1'57:03 |
| 22   | Matteo Demetz        | 1'57:08 |
| 23   | Zdzisław Motyka      | 1'58:10 |
| 24   | Florian Zogg         | 1'58:52 |
| 25   | Andrzej Krzeptowski  | 1'59:02 |
| 26   | Joško Janša          | 2'01:14 |
| 27   | Takeo Yazawa         | 2'02:29 |
| 28   | François Vallier     | 2'03:27 |
| 29   | Wilhelm Braun        | 2'03:52 |
| 30   | Paul Simon           | 2'03:54 |
| 31   | Sakuta Takebushi     | 2'04:20 |
| 32   | Minoru Nagata        | 2'04:23 |
| 33   | Maurice Mandrillon   | 2'04:39 |
| 34   | Giovanni Testa       | 2'08:49 |
| 35   | Vitale Venzi         | 2'09:28 |
| 36   | Martial Payot        | 2'09:42 |
| 37   | Akira Takahashi      | 2'10:57 |
| 38   | William Thompson     | 2'12:24 |
| 39   | Peter Klofutar       | 2'14:08 |
| 40   | Janko Janša          | 2'19:54 |
| 41   | Merritt Putman       | 2'22:40 |
| 42   | Boris Režek          | 2'28:44 |
| 43   | Anders Haugen        | 2'30:30 |
| 44   | Charles Proctor      | 2'35:00 |
| 45   | Rolf Monsen          | 2'48:00 |
| –    | Volger Andersson     | NF      |
| –    | Gyula Szepes         | NF      |
| –    | Josef Německý        | NF      |
| –    | Alphonse Julén       | NF      |